# Myriam Lignot
Myriam Lignot (Laon, 9 luglio 1975) è una sincronetta francese, vincitrice di una medaglia di bronzo ai Giochi olimpici di Sydney 2000 in coppia con Virginie Dedieu.

## Palmarès
| Anno | Manifestazione  | Sede     | Evento  | Risultato | Prestazione |
| ---- | --------------- | -------- | ------- | --------- | ----------- |
| 1994 | Mondiali        | Roma     | Duo     | 4ª        | -           |
| 1995 | Europei         | Vienna   | Duo     | Argento   | 96.920      |
| 1996 | Giochi olimpici | Atlanta  | Squadre | 5ª        | 96.076      |
| 1997 | Europei         | Siviglia | Duo     | Argento   | 97.040      |
| 1999 | Europei         | Istanbul | Duo     | Argento   | 97.240      |
| 2000 | Giochi olimpici | Sydney   | Duo     | Bronzo    | 97.437      |
| 2000 | Giochi olimpici | Sydney   | Squadre | 4ª        | 96.467      |
| 2000 | Giochi olimpici | Helsinki | Duo     | Argento   | 97.160      |
| 2000 | Giochi olimpici | Helsinki | Squadre | Bronzo    | 97.000      |